# Crinum nordaliae
Crinum nordaliae är en amaryllisväxtart som beskrevs av David John Mabberley. Crinum nordaliae ingår i släktet Crinum, och familjen amaryllisväxter. Inga underarter finns listade i Catalogue of Life.